# Scopula sordidularia
Scopula sordidularia là một loài bướm đêm trong họ Geometridae.